# Karasik Seamount
Der Karasik Seamount (zu deutsch: Karasik-Seeberg) ist ein im Arktischen Ozean liegender Tiefseeberg.
Das aus Basaltgestein bestehende Massiv liegt etwa 350 Kilometer vom Nordpol entfernt am Langseth-Rücken beim Gakkelrücken und erhebt sich ab einer Meerestiefe von 4910 Metern bis zu einer Meerestiefe von 560 Metern. Der in einer Stand 2021 dauerhaft eisbedeckten Region liegende Berg wurde um das Jahr 2000 von einer amerikanisch-deutschen Expedition entdeckt. Er ist nach dem sowjetischen Geophysiker Arkadi Moisejewitsch Karassik (1930–1987) benannt. Im Jahr 2016 berichtete das Alfred-Wegener-Institut (AWI) über das Ökosystem – eine artenreiche Makro- und Megafauna – auf dem Berg. Es gebe neben Schwämmen, Seesternen und Muscheln „Unmengen von Borstenwürmern, Flohkrebsen und Scherenkrebsen sowie Moostierchen.“ Die Forscher des AWI fanden auf der etwa 10 Quadratkilometer großen Bergkuppe eine mehrere Zentimeter dicke Sedimentschicht, die aus Ablagerungen vergangener Gemeinschaften von Moostierchen, Schwammnadeln und Röhren von Borstenwürmern bestehe. In den Sedimentschichten und unterhalb der Schwämme fanden sie neben Ruderfuß- und Flohkrebsen, außerdem Fadenwürmer, Asseln und Milben. Planktologen identifizierten außerdem 120 verschiedene Planktonarten. Der Karasik Seamount gilt nach den Beobachtungen der Forscher als (Stand 2016) nördlichster Punkt, an dem Korallen gefunden wurden.
Im Gegensatz zu der Bergkuppe sind die Flanken des Karasik-Seebergs sowie der zwei weiteren Gipfel des Langseth Rückens laut dem AWI „extrem steil“ und – bis auf eine spärliche Verteilung von Glasschwämmen und Seeanemonen – unbewohnt. Im Jahr 2021 berichteten Wissenschaftler des AWI im Current Biology über am Mount Karasik nachgewiesene Bewegungsspuren von Schwämmen, von denen bisher angenommen worden war, dass diese sich nicht fortbewegen.